# Adjunta al cuarto libro de la historia de Amadís de Gaula
La Adjunta al cuarto libro de la historia de Amadís de Gaula es un libro de caballerías italiano, escrito por Mambrino Roseo e impreso por primera vez en Venecia en 1563, en la imprenta de Michele Tramezzino. Su título original es Aggiunta al quarto libro dell'historia di Amadis di Gaula, novamente ritrovata nella lingua spagnuola et ridotta nello idioma italiano per M. Mambrino Roseo da Fabriano. Se reimprimió en Venecia en 1565, 1594, 1609 y 1624.
El libro, que comprende ciento cuarenta y nueve capítulos, narra nuevas aventuras de Amadís de Gaula, su hermano Galaor y otros caballeros. En esta historia los paganos buscan alianzas en Tartaria y en Rusia para atacar a los cristianos, mientras Arcaláus el encantador, viejo enemigo de Amadís, organiza el rapto de este y de Galaor. Su prisión, sin embargo, resulta de breve duración, gracias a la ayuda que les brinda Urganda la Desconocida. Los dos hermanos se refugian en el castillo del Monte, donde hacen fallar el asedio de los ejércitos paganos. Galaor hace amistad con la giganta Licona. Entre tanto, la coalición pagana ataca en tres frentes: la Ínsula Firme, la Gran Bretaña y el reino de Arabia, cuyo monarca es Bruneo de Bonamar, cuñado de Amadís y Galaor. Amadís, Galaor y Licona, vestida esta como caballero, emprenden el regreso, y en la ruta tienen otras aventuras, como la de enfrentar al cíclope del reino de Licaonia y participar en la justa organizada por la Señora de las Tiendas. Llegados al reino de Arabia, deciden la victoria en un combate de diez caballeros cristianos contra otros tantos paganos. Después socorren a Oriana, esposa de Amadís, en la Ínsula Firme, donde Licona se convierte al cristianismo y se casa con el rey de las Ínsulas Escalofriantes. Una terrible batalla por tierra y por mar concluye con la derrota definitiva de los paganos. 
El título de Adjunta se debe a que la acción de la obra se intercala entre el final del cuarto libro de Amadís y su continuación Las sergas de Esplandián, de Garci Rodríguez de Montalvo, quinto libro del ciclo amadisiano español.